# Stará mešita (Edirne)
Stará mešita (turecky: Eski Camii) je osmanská mešita z počátku 15. století v Edirne v Turecku.

## Historie

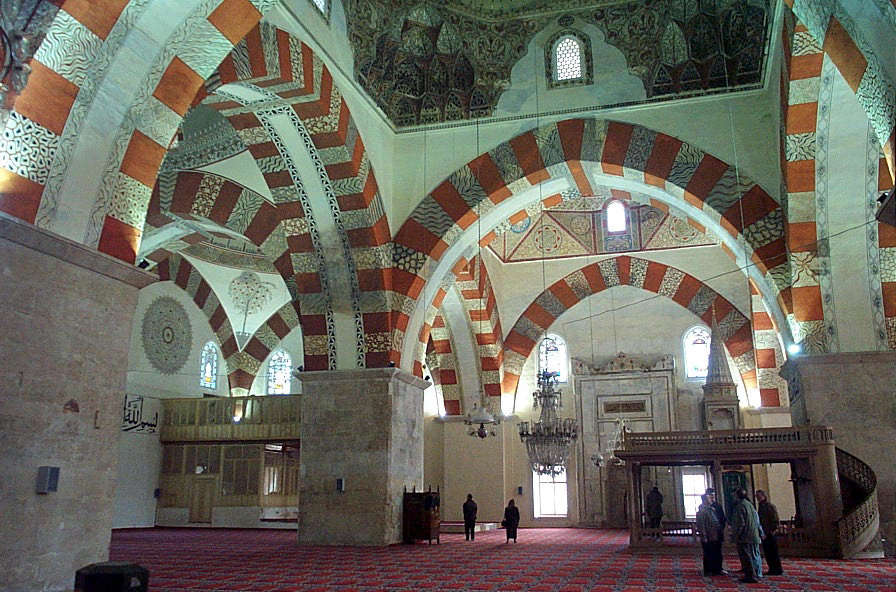
Interiér Staré mešity

Mešitu začali stavět na příkaz emíra Sulejmana, dokončena byla za vlády jeho bratra, sultána Mehmeda I. Nachází se v historickém centru města nedaleko náměstí, poblíž další historické mešity Selimiye a mešity Üç Şerefeli. Skládá se z devíti klenebních polí s kupolemi a klenby podpírají čtyři mohutné pilíře. Původně měla jeden minaret; druhý, vyšší přibyl za vlády sultána Murada II. Uvnitř mešity jsou rozsáhlá kaligrafická díla.